# Sense miraments
Sense miraments (títol original: Roughshod) és un western en blanc i negre de 1949 protagonitzat per Gloria Grahame i Robert Sterling i dirigit per Mark Robson. Està doblat al català.

## Argument
Tres convictes fugits, planejant venjar-se, busquen el ramader Clay Phillips que, de camí a Sonora amb uns quants cavalls, s'atura per ajudar quatre noies encallades a la vora del camí.

## Repartiment
- Robert Sterling com Clay Phillips
- Gloria Grahame com Mary Wells
- Claude Jarman, Jr. com Steve Phillips
- John Ireland com Lednov
- Jeff Donnell com Elaine Wyatt
- Myrna Dell com Helen Carter
- Martha Hyer com Marcia
- Jeff Corey com Jed Graham
- Sara Haden com Ma Wyatt
- James Bell com Pa Wyatt
- Sean McClory com Fowler
- Robert Williams com McCall

## Recepció
La pel·lícula va registrar una pèrdua de 550.000 dòlars.